# Pablo Olivares (guionista)
Pablo Olivares (29 de junio de 1965-20 de noviembre de 2014) fue un escritor, guionista y productor de cine español. Fue conocido por crear, entre otras, la serie de televisión El ministerio del tiempo (2015). Murió el 20 de noviembre de 2014 de esclerosis lateral amiotrófica a la edad de 49 años.

## Filmografía
- El ministerio del tiempo (2015-2017)
- Tiempo de confesiones (2016)
- Víctor Ros (2014)
- Isabel (2012)
- Doctor Mateo (2009-2010)
- Pelotas (2009)
- Fuga de cerebros (2009)
- Los Serrano (2004-2007)
- Vorvik (2005)
- London Street (2003)
- Robles, investigador (2000-2001)
- El secreto de la porcelana (1999)
- Camino de Santiago (1999)
- Ni contigo ni sin ti (1998)
- Campeones (1997)
- Sabor latino (1996)